# Peñalara
Le Peñalara est le plus haut sommet du massif montagneux de la sierra de Guadarrama en Espagne. Il culmine à 2 428 mètres d'altitude.

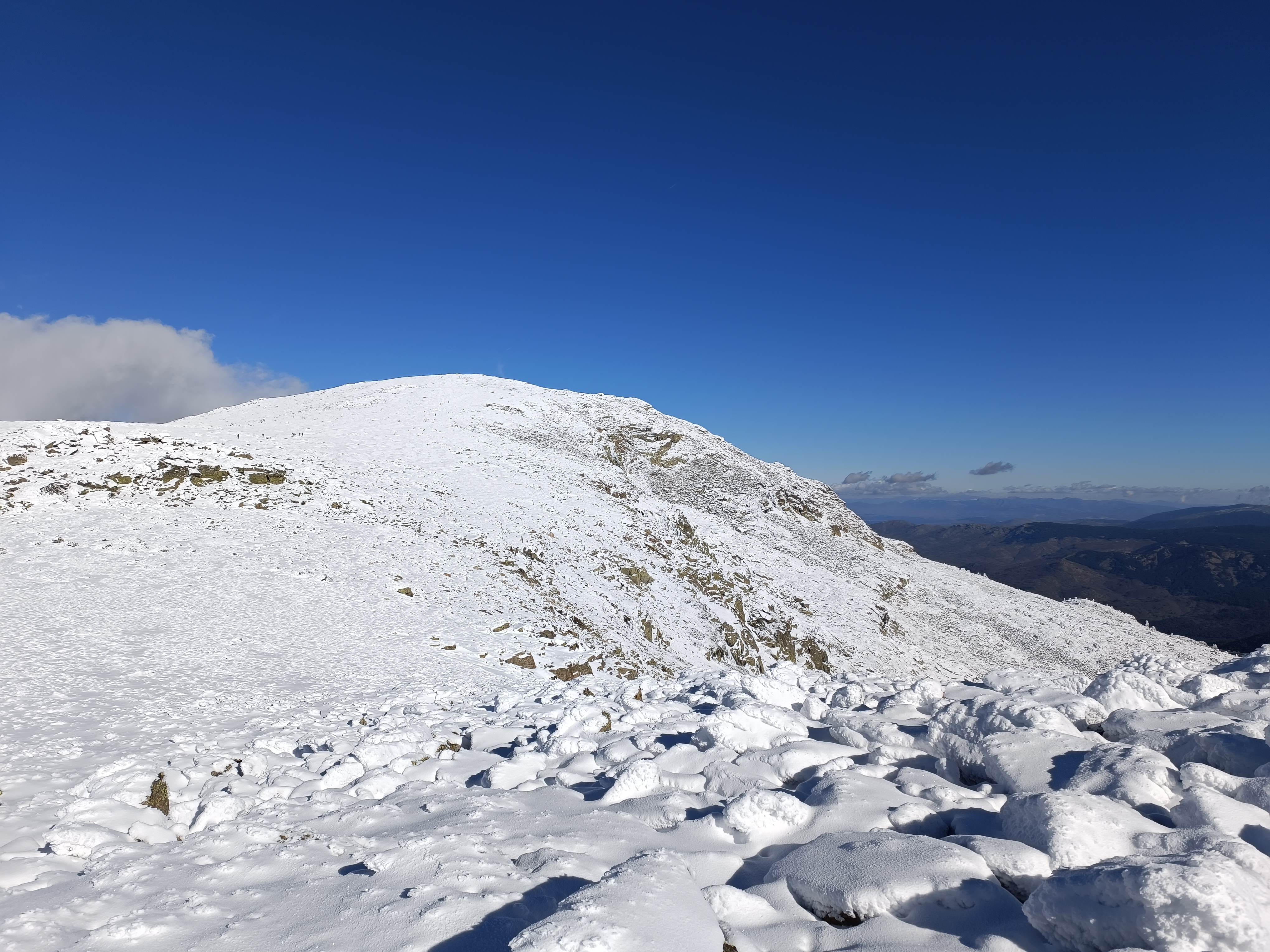
La montagne Peñalara enneigée.
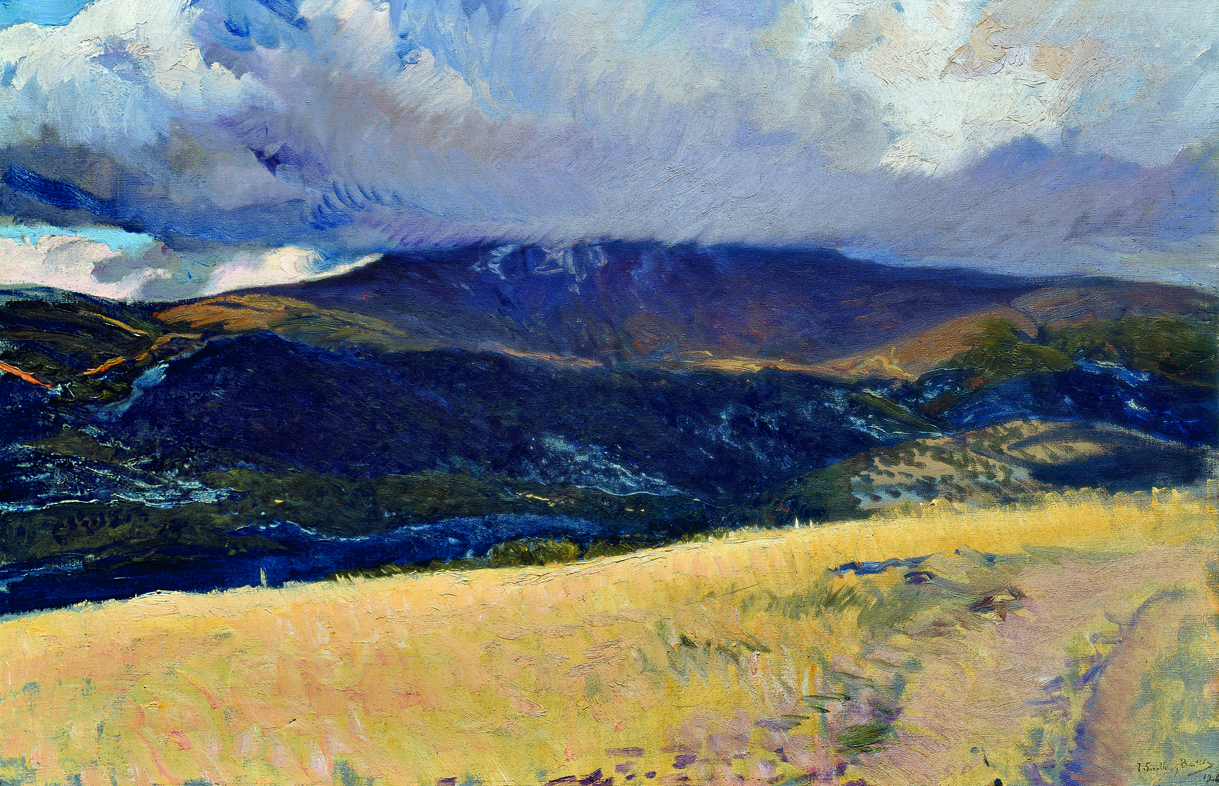
Tempête sur Peñalara, Ségovie, Joaquín Sorolla, 1906, Musée Sorolla (Madrid).